# Vendée (Fluss)
Die Vendée ist ein Fluss in Frankreich, der in den Regionen Pays de la Loire und Nouvelle-Aquitaine verläuft. Sie entspringt an der Gemeindegrenze von L’Absie und Saint-Paul-en-Gâtine, entwässert generell Richtung Südwesten, durchläuft oberhalb von Fontenay-le-Comte zwei Stauseen und mündet nach rund 82 Kilometern an der Gemeindegrenze von L’Île-d’Elle und Marans, im Regionalen Naturpark Marais Poitevin, als rechter Nebenfluss in die Sèvre Niortaise. Auf ihrem Weg durchquert die Vendée die Départements Deux-Sèvres, Vendée und bildet auf den letzten Kilometern die Grenze zum Département Charente-Maritime.

## Orte am Fluss
- Saint-Paul-en-Gâtine
- La Chapelle-aux-Lys
- Saint-Hilaire-de-Voust
- Saint-Michel-le-Cloucq
- Fontenay-le-Comte
- Le Poiré-sur-Velluire
- Le Gué-de-Velluire
- L’Île-d’Elle

## Schifffahrt
Der Fluss wurde im 19. Jahrhundert zwischen der Mündung und Fontenay-le-Comte kanalisiert und für die Schifffahrt freigegeben. Die Schleusen Le Gouffre (an der Mündung) und Longèves überwanden die geringe Höhendifferenz. Die Schifffahrt wurde 1965 eingestellt. Die Schleuse Le Gouffre ist heute noch zu sehen.